# Marco Giulio Alessandro
Marco Giulio Alessandro (in latino: Marcus Iulius Alexander; Alessandria d'Egitto, 12 – 44 circa) è stato un mercante romano.
Fu un ricco commerciante ebreo di Alessandria d'Egitto, imparentato con la dinastia erodiana.

## Biografia
Nacque intorno al 12, figlio del mercante e alabarca alessandrino Tiberio Giulio Alessandro Maggiore e nipote del filosofo Filone di Alessandria.
Seguì le orme del padre (a differenza del fratello Tiberio Giulio Alessandro, che preferì la carriera militare). I suoi affari vertevano sui porti di Berenice e Myos Hormos, due centri del commercio romano con l'India; la sua attività è testimoniata tra il 37 e il 43/44.
Nel 41 Marco sposò la tredicenne principessa Giulia Berenice, figlia del sovrano Erode Agrippa I, amico del padre di Marco. Il matrimonio non diede figli; Marco morì infatti entro pochi anni, tanto che nell'agosto 44 Berenice, vedova di Marco, poteva sposare lo zio paterno Erode di Calcide.